# Basilodes philobia
Basilodes philobia är en fjärilsart som beskrevs av Druce 1897. Basilodes philobia ingår i släktet Basilodes och familjen nattflyn. Inga underarter finns listade i Catalogue of Life.